# Egmont Bight
Egmont Bight ist eine kleine, flache Bucht an der Ärmelkanalküste, auf der Isle of Purbeck, in der Grafschaft Dorset, in England. Die Bucht wird im Westen von Swyre Head und im Osten von Egmont Point begrenzt, weiter östlich liegt Chapman’s Pool.
Egmont Bight liegt circa zwei Kilometer von westlich Worth Matravers, etwa acht Kilometer südwestlich von Swanage und circa fünf Kilometer südlich von Corfe Castle (Ort) und Corfe Castle.
Die Küste entlang Devon und Dorset gehören zu den Naturwundern der Welt. Von Orcombe Point, bei Exmouth, bis zu Old Harry Rocks, östlich von Studland Bay, erstreckt sich ein 155 Kilometer langer Küstenstreifen, der als erste Naturlandschaft in England von der UNESCO in die Weltnaturerbe aufgenommen wurde. Die Klippen und der Kiesstrand von Egmant Bight sind Teil der sogenannten Jurassic Coast.
Die Steinschichten entlang der Jurassic Coast sind leicht nach Osten gekippt. Deswegen wird der älteste Teil der Küste im Westen gefunden, progressiv jüngere Gesteine bilden die Klippen weiter östlich. Die Naturenthüllungen entlang der Jurassic Coast offenbaren eine kontinuierliche Folge von den im Trias, Jura und Kreidezeit entstandenen geologischen Strukturen und präsentieren etwa 185 Millionen Jahre der Erdgeschichte.